# Новини Городнянщини
«Новини Городнянщини» — еженедельная районная газета Городнянского района Черниговской области Украины.

## История
Издание местной газеты в уездном городе Городня Городнянского уезда Черниговской губернии началось после Февральской революции, 4 мая 1917 года. Изначально газета выходила на русском языке под наименованием "Известия Городнянского уездного исполнительного комитета".
21 декабря 1917 года в Городне была установлена Советская власть, в начале января 1918 года состоялись выборы в уездный Совет рабочих и крестьянских депутатов, однако в феврале 1918 издание газеты было прекращено, а в марте 1918 года поселение заняли немецкие войска.
После окончания боевых действий гражданской войны, 30 декабря 1918 года Советская власть была восстановлена, в 1919 году возобновили деятельность учреждения и организации (в том числе, редакция уездной газеты «Известия Городнянского уездного исполнительного комитета», выходившей в 1919 - 1923 гг.). Кроме того, в 1920 году здесь некоторое время издавался общественно-политический журнал «Жизнь Красной Городнянщины».
В 1923 году Городня стала центром Городнянского района, газета получила статус районной газеты и начала выходить на украинском языке. В дальнейшем, в 1930е годы помимо районной газеты «Комунар» в поселковой типографии печатались газета политотдела МТС «Колгоспна правда» и многотиражка «Лісовий робітник».
В ходе Великой Отечественной войны 28 августа 1941 года Городня была оккупирована наступавшими немецкими войсками. В ноябре 1941 года в посёлке возникла советская подпольная группа, в которую вошли Ф. Ф. Бебко, Г. X. Чорноус, В. О. Надточий, Л. С. Денисова и др. Группа печатала и распространяла антифашистские листовки и сводки Совинформбюро, причём один из подпольщиков (бывший работник районной газеты «Комунар» Е. X. Литош) изготавливал для листовок клише заголовков и карикатур.
24 сентября 1943 года два полка 149-й стрелковой дивизии РККА совместно с партизанами освободили райцентр, после чего издание районной газеты было возобновлено.
В 1967 году газета была награждена грамотой Президиума Верховного Совета УССР.
По состоянию на начало 1972 года при редакции газеты «Сільські новини» действовало литературное объединение.
В дальнейшем, название газеты вновь изменилось - сначала на «Колгоспний промінь», затем на «Новини Городнянщини».